# Kim Dolstra
Kim Dolstra (Amsterdam, 4 november 1988) is een Nederlands voetballer die sinds 2011 speelt voor SC Telstar VVNH.

## Carrière
Dolstra speelde in haar jeugdjaren in jongenselftallen bij Pancratius en Amstelveen Heemraad, voordat zij met Fortuna Wormerveer in de hoofdklasse voor vrouwen ging spelen. In haar eerste jaar won ze direct de KNVB beker met de club. In 2007 vertrok ze naar AZ om mee te doen met de nieuw opgerichte Eredivisie. In haar eerste jaar werd ze direct landskampioen met de club. Hierdoor mocht ze in seizoen 2008/09 met de club ook uitkomen in de UEFA Women's Cup. Ook in haar tweede en derde jaar werd ze kampioen met AZ.
In seizoen 2010/11 speelde ze haar laatste seizoen bij AZ, die besloten te stoppen met de vrouwentak. In de laatste wedstrijd van het seizoen werd de KNVB beker gewonnen. Daarna stapte ze over naar SC Telstar VVNH. Vanaf seizoen 2013/2014 komt ze uit voor ADO Den Haag.

## Erelijst
In clubverband
- KNVB beker: 2006 (Fortuna Wormerveer), 2011 (AZ)
- Landskampioen: 2008, 2009, 2010 (AZ)

Individueel
- Gouden schoen: 2010

## Statistieken
| Seizoen | Club               | Land      | Competitie  | Wedstrijden | Doelpunten |
| ------- | ------------------ | --------- | ----------- | ----------- | ---------- |
| 2005/06 | Fortuna Wormerveer | Nederland | Hoofdklasse | -           | -          |
| 2006/07 | Fortuna Wormerveer | Nederland | Hoofdklasse | -           | -          |
| 2007/08 | AZ                 | Nederland | Eredivisie  | ?           | ?          |
| 2008/09 | AZ                 | Nederland | Eredivisie  | 19          | 0          |
| 2009/10 | AZ                 | Nederland | Eredivisie  | 19          | 1          |
| 2010/11 | AZ                 | Nederland | Eredivisie  | 21          | 0          |
| 2011/12 | Telstar            | Nederland | Eredivisie  | 18          | 1          |

Laatste update 23 mei 2012 09:50 (CEST)
1 Lorsheijd ·
2 Vonk ·
3 Noordermeer ·
4 Pijnacker Hordijk ·
5 Nelemans ·
6 Raaijmakers  ·
7 Van Raay ·
8 Van den Goorbergh ·
9 Loonen ·
10 Van Oosten ·
11 Viehoff ·
14 Remmers ·
15 Van den Ende ·
16 Grimmius ·
18 Glotzbach ·
19 Boerboom ·
20 Van Mierlo ·
21 Burgers ·
23 Dupon ·
24 Van Egmond ·
35 Bol ·
Coach: Glotzbach
Assistent-coach: Van Tol